# John Liu Shi-gong
John Liu Shi-gong (chinesisch 劉世功) (* 28. August 1928 im Siziwang-Banner, Innere Mongolei; † 9. Juni 2017) war ein chinesischer Geistlicher und römisch-katholischer Bischof von Jining.

## Leben
John Liu Shi-gong trat 1942 in das Knabenseminar in Baotou ein und besuchte anschließend ab 1949 das Priesterseminar in Hohhot. Er empfing am 15. August 1956 das Sakrament der Priesterweihe. Bis zum Beginn der staatsterroristischen Kulturrevolution war er in seiner Heimatregion als Priester tätig. Von 1966 bis 1976 war jede religiöse Betätigung durch die Kulturrevolution unterbunden und er war in der Landwirtschaft tätig, forciert durch Umschulungen in Arbeitslagern.
Bereits 1989 wurde er zum Bischof von Jining gewählt. Er wurde vom Heiligen Stuhl als Kandidat für das Bischofsamt bestätigt und auch von der chinesischen Regierung akzeptiert. Am 20. Oktober 1995 spendete ihm der Bischof von Yinchuan, John Baptist Liu Jingshan, die Bischofsweihe. Mitkonsekratoren waren der von Rom nicht anerkannte Bischof der durch die Chinesische Katholisch-Patriotische Vereinigung errichteten Diözese Shanba, Francis Xavier Guo Zhengji, und der Bischof von Chifeng, Andreas Yu Zhu Wen.